# Памятник Герману Титову (Якутск)
Памятник Герману Титову в Якутске был установлен внутри территории отдельного научно-измерительного пункта воинской части 14129, которая работает в непосредственном взаимодействии с российским Центром управления космическими аппаратами имени Германа Титова. Памятник был установлен  к 85-летию со дня рождения космонавта и 55-летию со дня образования научно-измерительного военного пункта в Якутске. Герман Титов после выполнения своего космического полёта посещал Якутск, где в том числе занимался руководством проектами Института космофизических исследований и аэрономии, находящегося в Якутске.
Памятник был открыт 14 сентября 2020 года.
На церемонии открытия памятника был проведён торжественный митинг, который открыл своим выступлением руководитель воинской части, на территории которой установлен памятник, подполковник Владимир Леоненко, представители военного комиссариата Республики Якутия, представители Росгвардии, ветераны части и почётные гости.
После установки бюст Германа Титова был освящён православным иеромонахом Фадеем.
Бюст Германа Титова был подарен Якутску и воинской части, где он был размещён, главой проекта «Аллея Российской Славы» Михаилом Сердюковым. Также установке памятника содействовал якутский депутат Виктор Губарев.

## Описание памятника
Памятник представляет из себя бюст, выполненный из бронзы, который помещён на постамент из чёрного гранита.
Герман Титов изображён на памятнике в космическом скафандре, в котором он выполнил свой полёт, но при этом голова его открыта, шлем скафандра отсутствует.
На постаменте размещена табличка с указанием имени – Герман Сергеевич Титов, также ниже указаны отдельные факты его биографии.
Скульптурная часть памятника является копией бюста, установленного на родине Германа Титова в селе Полковниково.